# Raubiszki
Raubiszki (biał. Роўбішкі; ros. Ровбишки) – wieś na Białorusi, w obwodzie grodzieńskim, w rejonie werenowskim, w sielsowiecie Dociszki, przy granicy z Republiką Litewską, przez którą sąsiadują z Ejszyszkami.
Dawniej wieś i folwark. W dwudziestoleciu międzywojennym leżały w Polsce, w województwie nowogródzkim, w powiecie lidzkim, w gminie Ejszyszki.